# Volvo 7500
De Volvo 7500 is een bustype van de Zweedse busfabrikant Volvo. Het model werd voornamelijk geproduceerd voor het openbaar vervoer in Scandinavië. De bus werd geïntroduceerd in 2004 en lijkt sterk op de Volvo 8500. In tegenstelling tot de Volvo 8500 is de Volvo 7500 meer gericht op stedelijk openbaar vervoer.

## Technische specificaties
De Volvo 7500 is in twee versies verkrijgbaar, een gelede versie (7500A) en dubbelgelede versie (7500B). De A staat voor Articulated, wat Engels is voor Geleed en de B staat voor Bi-articulated, wat Engels is voor Dubbelgeleed.

## Inzet
De Volvo 7500 kwam voornamelijk voor in Scandinavische landen. Een aantal bussen zijn wel verkocht aan onder andere Frankrijk en Estland.
| Bedrijf                  | Type    | Serie               | Aantal  | Inzet    | Opmerking                    |
| Estland                  | Estland | Estland             | Estland | Estland  | Estland                      |
| ------------------------ | ------- | ------------------- | ------- | -------- | ---------------------------- |
| Tallinna Linnatranspordi | 7500A   | 862 - 863 873 - 874 | 18      | Tallinn  | Voormalig GS Buss (Göteborg) |
| SEBE                     | 7500A   | ??                  | 6       | Tallinn  | Voormalig GS Buss (Göteborg) |
| Frankrijk                |         |                     |         |          |                              |
| Trans Fensch             | 7500A   | 4414 - 4419         | 6       | Metz     | Voormalig GS Buss (Göteborg) |
| Zweden                   |         |                     |         |          |                              |
| GS Buss                  | 7500A   | 951 - 980           | 30      | Göteborg |                              |
| GS Buss                  | 7500B   | 801 - 811           | 11      | Göteborg |                              |
| Transdev                 | 7500B   | 4101 - 4120         | 20      | Göteborg |                              |